# 尤尔根·哈贝马斯
尤尔根·哈伯瑪斯（德語：Jürgen Habermas，1929年6月18日—），德国当代最重要的哲学家、社會學家之一，为西方马克思主义法兰克福学派第二代的中坚人物。
哈贝马斯历任海德堡大学教授、法兰克福大学教授、法兰克福大学社会研究所所长以及马克斯普朗克学会生活世界研究所所长，于1994年荣休。他继承和发展了康德哲学，致力於重建“启蒙”傳統，視现代性为“尚未完成之工程”，提出了著名的溝通理性（communicative rationality）的理论，对后现代主义思潮进行了深刻的對話及有力的批判。

## 生平
哈伯马斯1929年6月18日生于威瑪共和國的杜塞道夫一個中產家庭。他的家人識時務地適應了納粹政權，但也談不上擁護。他的政治觀點形成於1945年，他十六歲時。這時二戰行將結束，他和大多同齡的青年一樣加入了希特勒青年团。戰後，他在觀看了納粹屠殺猶太人的紀錄片後，遠離了納粹主義。青年時代，他在哥廷根大學、蘇黎世大學和波恩大學學習。1953年，他大量閱讀海德格尔的著作，但很快與之決裂。1954年，憑藉研究謝林的論文獲得博士學位。之後，他轉向了馬爾庫塞和青年馬克思的研究。兩年後，他在法蘭克福的社會科學研究院工作，做阿多諾的助手。1958年，離開法蘭克福去了馬堡大學，後來到了海德堡大學做哲學教授。1964年回到法蘭克福大學任教。他在60年代整體對學生運動感到同情，但他也反對學生摒棄所有權威的態度。1971年到1983年，他都在施塔恩貝格的馬克斯·普朗克研究院當院長。1983再度回到法蘭克福大學。
因為天生患有唇顎裂(俗稱兔唇)，童年時曾兩度接受矯形手術；亦因為這個先天缺陷的關係，使他無法清楚咬字，並嚴重影響到他的社交生活。哈伯瑪斯認為，他的語言障礙使得他以不同方式去思考溝通的重要性，並且喜歡上以書寫口語作為溝通媒介。

## 知識旨趣與社會實踐
哈伯马斯在知识论上的主張是：任何一个认识都起源于旨趣(knowledge interest)。他提出人类旨趣的三种类型：
1. 「经验─分析的科学研究」包含技术的认知旨趣
2. 「历史－解释学的科学研究」包含实践的认知旨趣
3. 具有批判倾向的科学（critically oriented）的研究，包含解放的认知旨趣

這些旨趣的整理分梳試圖解決啓蒙運動以來工具理性（instrumental rationality）之流弊，為左派批判思想找尋有別於後現代運動對理性棄如敝屣的態度。

## 溝通行為理論
- 真實性（Truth）
- 理解性（comprehensibility）
- 真誠（Truthfulness）
- 公正（rightness）

## 學術與社會參與
1999年德国决定出兵科索沃，哈伯马斯发表长篇文章，从政治伦理角度支持约施卡·菲舍尔和这个违背绿党政纲的出兵决定。
2003年4～5月间，哈伯马斯两次发表声明，反对伊拉克战争并支持加速欧洲一体化。
哈伯马斯于2001年4月访华，在北京和上海两地做了题为《全球化压力下的欧洲民族国家》等一系列的演讲，在中国学术界反响巨大。

## 著作

### 專著
- 《公共領域的結構轉型》（Strukturwandel der Öffentlichkeit），1962年初版，1991年Suhrkamp出版社新版，1995年第5版
- 《晚期資本主義的合法性危機》（Legitimationsprobleme im Spätkapitalismus），1973年
- 《溝通行動理論》（Theorie des kommunikativen Handelns），2卷，1981年
- 《現代性的哲學話語》（Der philosophische Diskurs der Moderne），1985年
- 《也是一種哲學史》（Auch eine Geschichte der Philosophie），2019年
- 《公共領域的新結構轉型與商議政治》（Ein neuer Strukturwandel der Öffentlichkeit und die deliberative Politik），2022年

## 研究書目
- 阮新邦：《批判詮釋與知識重建：哈伯瑪斯視野下的社會研究》（北京：社會科學文獻出版社，1999年）.
- 陳曉林：《學術巨人與理性困境——韋伯、巴柏、哈伯瑪斯》（臺北：時報出版公司，1987年）.